# Örebro SK
Örebro SK är en svensk idrottsförening, som bildades den 28 oktober 1908. De olika sporterna och ungdomsverksamheten är egna föreningar som ingår i den så kallade ÖSK-alliansen. ÖSK-alliansen omfattar såväl elit- som ungdoms- och breddverksamhet och tävlar i ett antal olika sporter. Vissa sporter, till exempel backhoppning, längdåkning, skridsko, curling och friidrott har med åren tagits bort från programmet.
Då Örebro SK bildades 1908 skedde det efter en konflikt inom IFK Örebro. 79 ungdomar, ledda av Pelle Molin och Karl Graflund, bildade en ny idrottsförening. Namnet föreslogs först bli Örebro Idrottsförening, sedan Örebro Allmänna Idrottsklubb, men till slut kunde man enas om Örebro Sportklubb. Klubbdräkten var helt svart från starten och fram till 1922. I början av 2000-talet spelar alla ÖSK-lagen i vita tröjor och svarta byxor utom bandylaget, som spelar i gula tröjor.
ÖSK:s fotbollsklubbs supporterar heter Kubanerna och bandyklubbens dito heter Supporterklubben Svampen.

## Grenföreningar (tidigare Sektioner)
- Bandy, se vidare Örebro SK Bandy
- Bowling, se vidare Örebro SK Bowling
- Fotboll, se vidare Örebro SK Fotboll
- Handboll, se vidare Örebro SK Handboll
- Innebandy, se vidare Örebro SK Innebandy
- Ishockey, se vidare Örebro SK Ishockey
- Tennis, se vidare Örebro SK Tennis

## Profiler
- Orvar Bergmark
- Mirosław Kubisztal
- Thomas Nordahl
- Olle Sääw
- Dan Sahlin
- Arnór Guðjohnsen
- Fritjof Arvidsson
- Carlos Gustafsson
- Hasse Borg